# Maneco (futebolista)
Manoel Anselmo da Silva, mais conhecido como Maneco (Cachoeiras de Macacu, 20 de julho de 1922 — Rio de Janeiro, 22 de novembro de 1956) foi um futebolista brasileiro que atuou como meia-direita e que tinha o apelido de “Saci do Irajá”, que carregou durante sua carreira.

## Carreira
O apelido de “Saci do Irajá”, foi uma homenagem da imprensa carioca ao estilo de jogo vistoso que ele exibia em campo, tendo atuado em sua carreira apenas pelo America do Rio, seu clube do coração, onde marcou 227 gols, sendo o terceiro maior goleador do clube rubro em todos os tempos. Jogou somente no America, dos quinze aos vinte e oito anos. Defendeu também a Seleção Carioca de Futebol e a Seleção Brasileira de Futebol, esta em 1947.  Foi vice-campeão estadual de 1950.
Integrou a célebre linha do America conhecida como de “tico-tico no fubá”, pois costumava trocar passes de primeira e muitas vezes não marcava gols, retornando para executar a mesma jogada plástica, integrada por China, Maneco, Cesar, Lima e Jorginho. Embora fosse de baixa estatura, era muito difícil de ser marcado. Outra brilhante linha da qual fez parte foi a vice-campeã carioca de 1950, formada por Natalino, Maneco, Dimas, Ranulfo e Jorginho.

## Morte
Suicidou-se em 22 de novembro de 1956, por não conseguir quitar a dívida do apartamento, quando era treinador das equipes de base do clube.